# Società Sportiva Calcio Bari 2021-2022
Questa voce raccoglie le informazioni riguardanti la Società Sportiva Calcio Bari nelle competizioni ufficiali della stagione 2021-2022.

## Stagione
Dopo il deludente finale della precedente stagione, il tecnico Gaetano Auteri e la società risolvono consensualmente il proprio accordo. Successivamente viene nominato nuovo tecnico Michele Mignani, mentre l'incarico del direttore sportivo viene affidato a Ciro Polito.
In squadra, viene ceduto a titolo definitivo al Monopoli il centrocampista marocchino Zaccaria Hamlili e girati in prestito al Napoli i giovani Giovanni Mercurio e Moussa Manè, questi due lanciati nella stagione precedente. Fra i nuovi arrivi si citano il centrale difensivo Emanuele Terranova e il trequartista-fantasista argentino Rubén Botta; entrambi con esperienze anche nelle categorie superiori. Reintegrati in rosa, dopo i prestiti rispettivamente al Pordenone e all'Ascoli, Manuel Scavone e Simone Simeri.
Il Bari disputa il suo decimo campionato di Serie C (undicesimo comprendendo la Serie C1 1983-1984 e il terzo consecutivo dalla stagione 2019-2020) e partecipa per la seconda volta alla Coppa Italia Serie C, dove però viene estromesso al primo turno dalla Fidelis Andria.
I galletti si assestano stabilmente in vetta alla classifica del campionato sin dall'inizio, pur patendo due battute d'arresto in 11ª giornata, persa 3-0 a Francavilla Fontana contro la Virtus, e in 13ª con la sconfitta di misura (1-0) in casa della Juve Stabia. Il 12 dicembre 2021, con otto punti di distacco dalle inseguitrici e dopo la vittoria per 3-1 nel derby interno contro il Taranto si laureano campioni d'inverno con un turno d'anticipo. Nonostante la squadra abbia accusato un piccolo calo di rendimento nel girone di ritorno che non ha comunque intaccato la prima posizione, il 3 aprile 2022 con la vittoria per 0-1 contro il Latina conquista la promozione in Serie B con tre turni d'anticipo, tornando così in cadetteria dopo quattro anni d'assenza a causa del fallimento del Football Club Bari 1908.
Nella finestra di mercato invernale sono stati presi, fra gli altri, il centrocampista Raffaele Maiello e Cristian Galano, tornato per la quarta volta in biancorosso e nella stagione in oggetto sceso in campo 9 volte senza segnare alcun gol. Nel corso della stagione sono state particolarmente apprezzate le prestazioni di Terranova, considerato importante in difesa, e di Botta, che però ha giocato meno nel girone di ritorno causa un infortunio subìto a fine gennaio. In attacco, Antenucci con i suoi 15 gol è rimasto cannoniere dei biancorossi per il terzo anno di fila, mentre Simeri, che pure ha messo a segno reti determinanti nelle prime dodici gare di campionato  — 4, di cui una con il Catania poi annullata — è stato poi schierato poche volte da Mignani dal primo minuto di gioco.

## Divise e sponsor
Per la stagione 2021-2022 lo sponsor tecnico è Robe di Kappa, mentre gli sponsor ufficiali sono Acqua Amata, Decò e Granoro.
| 1ª divisa | 2ª divisa | 3ª divisa | 4ª divisa |

## Organigramma societario
Di seguito sono riportati i membri dello staff del Bari.
Area direttiva
- Amministratore unico: Luigi De Laurentiis
- Segretario generale: Antonello Ippedico
- Segretario: Davide Teti

Area comunicazione e marketing
- Area Comunicazione: Valeria Belviso, Leonardo Pinto
- Area Comunicazione e Multimedia: Domenico Bari
- Ticketing: Francesco Laforgia
- Marketing: Cube Comunicazione Srl
- SLO: Vittorio Guglielmi

Area sportiva
- Direttore sportivo: Ciro Polito
- Team manager: Gianni Picaro

Area tecnica
- Allenatore: Michele Mignani
- Allenatore in seconda: Simone Vergassola
- Collaboratore tecnico: Davide Campofranco
- Responsabile preparatore atletico: Giorgio D'Urbano
- Preparatore atletico: Francesco Cosentino
- Preparatore portieri: Roberto Maurantonio
- Match analyst: Emanuele Insalata
- Magazzinieri: Pasquale Lorusso, Vito Bux

Area sanitaria
- Responsabile sanitario: Emanuele Caputo
- Medici sociali: Giovanni Battista, Giovanni Ippolito ed Emanuele Caputo
- Fisioterapisti: Gianluca Cosentino, Alessandro Schena e Francesco Sorgente
- Osteopata: Francesco Loiacono
- Podologo: Pasquale Rizzi

## Rosa
| N. |                      | Ruolo | Calciatore                   |
| -- | -------------------- | ----- | ---------------------------- |
| 1  | Italia (bandiera)    | P     | Pierluigi Frattali           |
| 3  | Francia (bandiera)   | D     | Guillaume Gigliotti          |
| 4  | Italia (bandiera)    | C     | Mattia Maita                 |
| 5  | Italia (bandiera)    | D     | Daniele Celiento             |
| 6  | Italia (bandiera)    | D     | Valerio Di Cesare (capitano) |
| 7  | Italia (bandiera)    | A     | Mirco Antenucci              |
| 8  | Italia (bandiera)    | C     | Raffaele Bianco              |
| 9  | Italia (bandiera)    | A     | Simone Simeri                |
| 10 | Argentina (bandiera) | A     | Rubén Botta                  |
| 11 | Marocco (bandiera)   | A     | Walid Cheddira               |
| 12 | Italia (bandiera)    | P     | Emanuele Polverino           |
| 14 | Italia (bandiera)    | C     | Andrea D'Errico              |
| 17 | Italia (bandiera)    | C     | Raffaele Maiello             |
| 18 | Italia (bandiera)    | A     | Nicola Citro                 |
| 19 | Italia (bandiera)    | A     | Cristian Galano              |
| 19 | Italia (bandiera)    | C     | Carlo De Risio               |
| 20 | Italia (bandiera)    | C     | Lorenzo Lollo                |

| N. |                   | Ruolo | Calciatore         |
| -- | ----------------- | ----- | ------------------ |
| 21 | Italia (bandiera) | C     | Gianvito Misuraca  |
| 21 | Italia (bandiera) | C     | Davide Di Gennaro  |
| 22 | Russia (bandiera) | P     | Denis Plitko       |
| 23 | Italia (bandiera) | D     | Antonio Mazzotta   |
| 24 | Italia (bandiera) | D     | Francesco Belli    |
| 25 | Italia (bandiera) | D     | Raffaele Pucino    |
| 26 | Italia (bandiera) | D     | Emanuele Terranova |
| 27 | Italia (bandiera) | D     | Cristian Andreoni  |
| 29 | Italia (bandiera) | C     | Manuel Scavone     |
| 30 | Italia (bandiera) | A     | Manuel Marras      |
| 31 | Italia (bandiera) | D     | Giacomo Ricci      |
| 31 | Italia (bandiera) | D     | Alessio Sabbione   |
| 36 | Italia (bandiera) | C     | Francesco Bolzoni  |
| 77 | Italia (bandiera) | D     | Daniel Semenzato   |
| 88 | Italia (bandiera) | A     | Daniele Paponi     |
| 99 | Italia (bandiera) | C     | Alessandro Mallamo |

## Calciomercato

### Sessione estiva (dall'1/7 al 31/8)
| Acquisti | Acquisti             | Acquisti                | Acquisti      |
| R.       | Nome                 | da                      | Modalità      |
| -------- | -------------------- | ----------------------- | ------------- |
| P        | Emanuele Polverino   |                         | svincolato    |
| P        | Luca Liso            | Union S. Giorgio Sedico | fine prestito |
| D        | Francesco Belli      | Pisa                    | definitivo    |
| D        | Antonio Mazzotta     | Crotone                 | definitivo    |
| D        | Cosimo Nannini       | Lecco                   | fine prestito |
| D        | Emanuele Terranova   | Cremonese               | prestito      |
| D        | Giacomo Ricci        | Parma                   | definitivo    |
| D        | Guillaume Gigliotti  |                         | svincolato    |
| D        | Raffaele Pucino      |                         | svincolato    |
| D        | Francesco Bolzoni    | Lecco                   | fine prestito |
| D        | Filippo Berra        | Pordenone               | fine prestito |
| C        | Andrea D'Errico      | Monza                   | definitivo    |
| C        | Alessandro Mallamo   | Atalanta                | prestito      |
| C        | Matteo Rossetti      | Pordenone               | definitivo    |
| C        | Davide Di Gennaro    |                         | svincolato    |
| C        | Francesco Corsinelli | Novara                  | fine prestito |
| C        | Zaccaria Hamlili     | Gubbio                  | fine prestito |
| C        | Giuseppe Polichetti  | Messina                 | fine prestito |
| C        | Manuel Scavone       | Pordenone               | fine prestito |
| A        | Rubén Botta          |                         | svincolato    |
| A        | Walid Cheddira       | Parma                   | prestito      |
| A        | Daniele Paponi       | Padova                  | definitivo    |
| A        | Simone Simeri        | Ascoli                  | fine prestito |
| A        | Giovanni Terrani     | Como                    | fine prestito |
| A        | Samuele Neglia       | Fermana                 | fine prestito |

| Cessioni | Cessioni              | Cessioni     | Cessioni       |
| R.       | Nome                  | a            | Modalità       |
| -------- | --------------------- | ------------ | -------------- |
| P        | Gianmarco Fiory       |              | fine contratto |
| P        | Davide Marfella       | Napoli       | definitivo     |
| P        | Luca Liso             | Gravina      | prestito       |
| D        | Filippo Berra         | Pisa         | definitivo     |
| D        | Tommaso D'Orazio      | Ascoli       | definitivo     |
| D        | Matteo Ciofani        | Modena       | definitivo     |
| D        | Cosimo Nannini        | Lucchese     | definitivo     |
| D        | Moussa Balla Mane     | Napoli       | prestito       |
| D        | Alessio Sabbione      | Pordenone    | definitivo     |
| D        | Marco Perrotta        | Palermo      | prestito       |
| D        | Alessandro Minelli    | Juventus U23 | fine prestito  |
| D        | Gabriele Rolando      | Reggina      | fine prestito  |
| D        | Daniele Sarzi Puttini | Ascoli       | fine prestito  |
| C        | Francesco Corsinelli  | Lucchese     | definitivo     |
| C        | Gianluca Stasi        | AZ Picerno   | prestito       |
| C        | Zaccaria Hamlili      | Monopoli     | definitivo     |
| C        | Matteo Rossetti       | Teramo       | prestito       |
| A        | Samuele Neglia        | Reggiana     | definitivo     |
| A        | Giovanni Mercurio     | Napoli       | prestito       |
| A        | Giovanni Terrani      | Padova       | definitivo     |
| A        | Niccolò Romero        | Potenza      | definitivo     |
| A        | Leonardo Candellone   | Napoli       | fine prestito  |
| A        | Pietro Cianci         | Teramo       | fine prestito  |
| A        | Eugenio D'Ursi        | Napoli       | fine prestito  |
| A        | Matteo Ahmetaj        | Vastogirardi | prestito       |

### Sessione invernale (dal 3 al 31/1)
| Acquisti | Acquisti          | Acquisti   | Acquisti      |
| R.       | Nome              | da         | Modalità      |
| -------- | ----------------- | ---------- | ------------- |
| C        | Raffaele Maiello  | Frosinone  | prestito      |
| C        | Gianvito Misuraca | Pordenone  | prestito      |
| C        | Gianluca Stasi    | AZ Picerno | fine prestito |
| A        | Cristian Galano   | Pescara    | prestito      |

| Cessioni | Cessioni          | Cessioni  | Cessioni                 |
| R.       | Nome              | a         | Modalità                 |
| -------- | ----------------- | --------- | ------------------------ |
| D        | Daniel Semenzato  | Viterbese | definitivo               |
| D        | Cristian Andreoni | Pordenone | prestito                 |
| C        | Carlo De Risio    | Pescara   | prestito                 |
| C        | Gianluca Stasi    | Bitonto   | prestito                 |
| C        | Francesco Bolzoni |           | risoluzione contrattuale |
| C        | Lorenzo Lollo     | Legnago   | prestito                 |
| C        | Davide Di Gennaro |           | risoluzione contrattuale |
| A        | Manuel Marras     | Crotone   | prestito                 |

## Risultati

### Serie C

#### Girone di andata
| Arbitro: | Moriconi (Roma 2) |

|               |           |             |
| Salvemini 52’ | Marcatori | 41’ Scavone |

| Arbitro: | Galipò (Firenze) |

|                                                                   |           |  |
| Di Cesare 42’ Cheddira 54’ Antenucci 57’ (rig.) Simeri 82’ (rig.) | Marcatori |  |

| Arbitro: | Kumara (Verona) |

|  |           |            |
|  | Marcatori | 67’ Simeri |

| 19 settembre 2021 4ª giornata | Catania | – () | Bari |  |

| Arbitro: | Petrella (Viterbo) |

|          |           |             |
| Botta 2’ | Marcatori | 75’ Firenze |

| Arbitro: | Angelucci (Foligno) |

|  |           |                     |
|  | Marcatori | 9’ Botta 76’ Paponi |

| Arbitro: | Longo (Paola) |

|             |           |  |
| Scavone 79’ | Marcatori |  |

| Arbitro: | Collu (Cagliari) |

|                                                     |           |                          |
| Cheddira 21’ D'Errico 46’ Scavone 57’ Terranova 83’ | Marcatori | 8’ Giannone 36’ Leonetti |

| Arbitro: | Feliciani (Teramo) |

|                     |           |                                         |
| Rossetti 42’ (rig.) | Marcatori | 4’ Terranova 55’ Antenucci 77’ Cheddira |

| Arbitro: | Gualtieri (Asti) |

|           |           |              |
| Maita 43’ | Marcatori | 69’ Ferrante |

| Arbitro: | Maggio (Lodi) |

|                                    |           |  |
| Ekuban 7’ Caporale 27’ Ventola 71’ | Marcatori |  |

| Arbitro: | Rutella (Enna) |

|                            |           |            |
| Antenucci 19’ Simeri 45+2’ | Marcatori | 41’ Cianci |

| Arbitro: | Marini (Trieste) |

|                     |           |  |
| Eusepi 45+1’ (rig.) | Marcatori |  |

| Arbitro: | Ricci (Firenze) |

|                                  |           |  |
| Botta 29’ Antenucci 90+5’ (rig.) | Marcatori |  |

| Arbitro: | Fontani (Siena) |

|  |           |                                      |
|  | Marcatori | 20’ (rig.), 72’ Antenucci 38’ Paponi |

| Arbitro: | Fiero (Pistoia) |

|                                     |           |              |
| Antenucci 32’ Paponi 55’ Marras 89’ | Marcatori | 49’ Di Livio |

| Arbitro: | Bitonti (Bologna) |

|             |           |                      |
| Kanoutè 82’ | Marcatori | 33’ (rig.) Antenucci |

| Arbitro: | Maranesi (Ciampino) |

|                                    |           |              |
| Pucino 14’ Botta 42’ Antenucci 60’ | Marcatori | 73’ Giovinco |

| Palermo 19 dicembre 2021, ore 14:30 CET 19ª giornata | Palermo              | 0 – 0 referto | Bari | Stadio Renzo Barbera (10 249 spett.)\| Arbitro: \| Perenzoni (Rovereto) \| |
| Arbitro:                                             | Perenzoni (Rovereto) |               |      |                                                                            |

#### Girone di ritorno
| Arbitro: | Carrione (Castellammare di Stabia) |

|                                          |           |  |
| Antenucci 64’ (rig.) D'Errico 75’ (rig.) | Marcatori |  |

| Arbitro: | Di Graci (Como) |

|  |           |                  |
|  | Marcatori | 44’ (aut.) Verde |

| Arbitro: | Bitonti (Bologna) |

|               |           |  |
| Antenucci 47’ | Marcatori |  |

| 23 gennaio 2022 23ª giornata | Bari | – () | Catania |  |

| Arbitro: | Giordano (Novara) |

|                |           |                                  |
| Castaldo 45+1’ | Marcatori | 12’ (rig.) Antenucci 28’ Mallamo |

| Arbitro: | Ricci (Firenze) |

|               |           |                             |
| Terranova 10’ | Marcatori | 16’ Trasciani 87’ Gonçalves |

| Monopoli 12 febbraio 2022, ore 17:30 CET 26ª giornata | Monopoli       | 0 – 0 referto | Bari | Stadio Vito Simone Veneziani (2 020 spett.)\| Arbitro: \| Rutella (Enna) \| |
| Arbitro:                                              | Rutella (Enna) |               |      |                                                                             |

| Arbitro: | Longo (Paola) |

|  |           |              |
|  | Marcatori | 32’ Cheddira |

| Arbitro: | Virgilio (Trapani) |

|                                  |           |                       |
| Dalmazzi 73’ (aut.) D'Errico 79’ | Marcatori | 22’, 49’, 68’ Liguori |

| Arbitro: | Cascone (Nocera Inferiore) |

|                       |           |                          |
| Curcio 12’ Merola 23’ | Marcatori | 21’ Cheddira 86’ Mallamo |

| Arbitro: | Monaldi (Macerata) |

|                          |           |              |
| Cheddira 21’ Citro 90+2’ | Marcatori | 57’ Maiorino |

| Arbitro: | Feliciani (Teramo) |

|           |           |                                   |
| Fazio 22’ | Marcatori | 42’ (rig.) Antenucci 46’ D'Errico |

| Arbitro: | Rutella (Enna) |

|               |           |  |
| Antenucci 47’ | Marcatori |  |

| Arbitro: | Galipò (Firenze) |

|  |           |             |
|  | Marcatori | 82’ Scavone |

| Bari 27 marzo 2022, ore 17:30 CEST 34ª giornata | Bari              | 0 – 0 referto | Fidelis Andria | Stadio San Nicola (24 332 spett.)\| Arbitro: \| Tremolada (Monza) \| |
| Arbitro:                                        | Tremolada (Monza) |               |                |                                                                      |

| Arbitro: | Carrione (Castellammare di Stabia) |

|  |           |               |
|  | Marcatori | 23’ Antenucci |

| Arbitro: | Maggio (Lodi) |

|           |           |  |
| Maita 40’ | Marcatori |  |

| Taranto 16 aprile 2022, ore 17:30 CEST 37ª giornata | Taranto            | 0 – 0 referto | Bari | Stadio Erasmo Iacovone (10 879 spett.)\| Arbitro: \| Calzavara (Varese) \| |
| Arbitro:                                            | Calzavara (Varese) |               |      |                                                                            |

| Arbitro: | Luciani (Roma 1) |

|  |           |                                 |
|  | Marcatori | 25’ Floriano 58’ (rig.) Brunori |

### Supercoppa Serie C
| Arbitro: | Scarpa (Collegno) |

|              |           |                          |
| D'Errico 33’ | Marcatori | 50’ De Col 72’ Casiraghi |

| Arbitro: | Di Marco (Ciampino) |

|                           |           |                           |
| N. Bonfanti 20’, 51’, 74’ | Marcatori | 9’, 24’ Citro 31’ Mallamo |

| 14 maggio 2022 3ª giornata |  | – (Turno di riposo) |  |  |

### Coppa Italia Serie C
| Arbitro: | Di Marco (Ciampino) |

|  |           |                  |
|  | Marcatori | 38’ (rig.) Bubas |

## Statistiche

### Statistiche di squadra
| Competizione         | Punti | In casa | In casa | In casa | In casa | In casa | In casa | In trasferta | In trasferta | In trasferta | In trasferta | In trasferta | In trasferta | Totale | Totale | Totale | Totale | Totale | Totale | DR  |
| Competizione         | Punti | G       | V       | N       | P       | Gf      | Gs      | G            | V            | N            | P            | Gf           | Gs           | G      | V      | N      | P      | Gf     | Gs     | DR  |
| -------------------- | ----- | ------- | ------- | ------- | ------- | ------- | ------- | ------------ | ------------ | ------------ | ------------ | ------------ | ------------ | ------ | ------ | ------ | ------ | ------ | ------ | --- |
| Serie C              | 75    | 18      | 12      | 3       | 3       | 31      | 15      | 18           | 10           | 6            | 2            | 21           | 11           | 36     | 22     | 10     | 5      | 52     | 26     | +26 |
| Supercoppa Serie C   | 1     | 1       | 0       | 0       | 1       | 1       | 2       | 1            | 0            | 1            | 0            | 3            | 3            | 2      | 0      | 1      | 1      | 4      | 5      | -1  |
| Coppa Italia Serie C | -     | 1       | 0       | 0       | 1       | 0       | 1       | 0            | 0            | 0            | 0            | 0            | 0            | 1      | 0      | 0      | 1      | 0      | 1      | -1  |
| Totale               | 76    | 20      | 12      | 3       | 5       | 32      | 18      | 19           | 10           | 7            | 2            | 24           | 14           | 39     | 22     | 11     | 7      | 56     | 32     | +24 |

### Andamento in campionato
| Giornata  | 1 | 2 | 3 | 4 | 5 | 6 | 7 | 8 | 9 | 10 | 11 | 12 | 13 | 14 | 15 | 16 | 17 | 18 | 19 | 20 | 21 | 22 | 23 | 24 | 25 | 26 | 27 | 28 | 29 | 30 | 31 | 32 | 33 | 34 | 35 | 36 | 37 | 38 |
| --------- | - | - | - | - | - | - | - | - | - | -- | -- | -- | -- | -- | -- | -- | -- | -- | -- | -- | -- | -- | -- | -- | -- | -- | -- | -- | -- | -- | -- | -- | -- | -- | -- | -- | -- | -- |
| Luogo     | T | C | T | T | C | T | C | C | T | C  | T  | C  | T  | C  | T  | C  | T  | C  | T  | C  | T  | C  | C  | T  | C  | T  | T  | C  | T  | C  | T  | C  | T  | C  | T  | C  | T  | C  |
| Risultato | N | V | V | - | N | V | V | V | V | N  | P  | V  | P  | V  | V  | V  | N  | V  | N  | V  | V  | V  | -  | V  | P  | N  | V  | P  | N  | V  | V  | V  | V  | N  | V  | V  | N  | P  |
| Posizione | 4 | 2 | 2 | 1 | 1 | 1 | 1 | 1 | 1 | 1  | 1  | 1  | 1  | 1  | 1  | 1  | 1  | 1  | 1  | 1  | 1  | 1  | 1  | 1  | 1  | 1  | 1  | 1  | 1  | 1  | 1  | 1  | 1  | 1  | 1  | 1  | 1  | 1  |

Fonte:  Classifica Serie C - Girone C, su lega-pro.com.
Legenda:

Luogo: C = Casa; T = Trasferta. Risultato: V = Vittoria; N = Pareggio; P = Sconfitta.

### Statistiche dei giocatori
| Giocatore     | Serie C  | Serie C | Serie C     | Serie C    | Coppa Italia Serie C | Coppa Italia Serie C | Coppa Italia Serie C | Coppa Italia Serie C | Supercoppa Serie C | Supercoppa Serie C | Supercoppa Serie C | Supercoppa Serie C | Totale   | Totale | Totale      | Totale     |
| Giocatore     | Presenze | Reti    | Ammonizioni | Espulsioni | Presenze             | Reti                 | Ammonizioni          | Espulsioni           | Presenze           | Reti               | Ammonizioni        | Espulsioni         | Presenze | Reti   | Ammonizioni | Espulsioni |
| ------------- | -------- | ------- | ----------- | ---------- | -------------------- | -------------------- | -------------------- | -------------------- | ------------------ | ------------------ | ------------------ | ------------------ | -------- | ------ | ----------- | ---------- |
| C. Andreoni   | 0        | 0       | 0           | 0          | 0                    | 0                    | 0                    | 0                    | -                  | -                  | -                  | -                  | 0        | 0      | 0           | 0          |
| M. Antenucci  | 33       | 15      | 1           | 0          | 1                    | 0                    | 0                    | 0                    | 2                  | 0                  | 0                  | 0                  | 36       | 15     | 1           | 0          |
| F. Belli      | 21       | 0       | 1           | 0          | 1                    | 0                    | 1                    | 0                    | 2                  | 0                  | 1                  | 0                  | 24       | 0      | 3           | 0          |
| R. Bianco     | 20       | 0       | 5           | 1          | 1                    | 0                    | 0                    | 0                    | 1                  | 0                  | 0                  | 0                  | 22       | 0      | 5           | 1          |
| F. Bolzoni    | 0        | 0       | 0           | 0          | 0                    | 0                    | 0                    | 0                    | -                  | -                  | -                  | -                  | 0        | 0      | 0           | 0          |
| R. Botta      | 25       | 4       | 4           | 1          | 1                    | 0                    | 0                    | 0                    | 1                  | 0                  | 0                  | 0                  | 27       | 4      | 4           | 1          |
| D. Celiento   | 21       | 0       | 6           | 0          | 0                    | 0                    | 0                    | 0                    | 1                  | 0                  | 0                  | 0                  | 22       | 0      | 6           | 0          |
| N. Citro      | 11       | 1       | 1           | 0          | 0                    | 0                    | 0                    | 0                    | 2                  | 2                  | 0                  | 0                  | 13       | 3      | 1           | 0          |
| W. Cheddira   | 34       | 6       | 2           | 0          | 1                    | 0                    | 0                    | 0                    | 2                  | 0                  | 0                  | 0                  | 37       | 6      | 2           | 0          |
| A. D'Errico   | 34       | 4       | 8           | 0          | 1                    | 0                    | 0                    | 0                    | 1                  | 1                  | 1                  | 0                  | 36       | 5      | 9           | 0          |
| C. De Risio   | 1        | 0       | 1           | 0          | 0                    | 0                    | 0                    | 0                    | -                  | -                  | -                  | -                  | 1        | 0      | 1           | 0          |
| V. Di Cesare  | 18       | 1       | 6           | 0          | 1                    | 0                    | 0                    | 0                    | 1                  | 0                  | 0                  | 0                  | 20       | 1      | 6           | 0          |
| D. Di Gennaro | 7        | 0       | 0           | 0          | 0                    | 0                    | 0                    | 0                    | -                  | -                  | -                  | -                  | 7        | 0      | 0           | 0          |
| P. Frattali   | 30       | -23     | 7           | 0          | 1                    | -1                   | 0                    | 0                    | 1                  | -3                 | 0                  | 0                  | 32       | -27    | 7           | 0          |
| C. Galano     | 9        | 0       | 0           | 0          | 0                    | 0                    | 0                    | 0                    | 0                  | 0                  | 0                  | 0                  | 9        | 0      | 0           | 0          |
| G. Gigliotti  | 24       | 0       | 6           | 1          | 0                    | 0                    | 0                    | 0                    | 2                  | 0                  | 1                  | 0                  | 26       | 0      | 7           | 1          |
| L. Lollo      | 1        | 0       | 0           | 0          | 0                    | 0                    | 0                    | 0                    | -                  | -                  | -                  | -                  | 1        | 0      | 0           | 0          |
| R. Maiello    | 15       | 0       | 1           | 0          | 0                    | 0                    | 0                    | 0                    | 2                  | 0                  | 0                  | 0                  | 17       | 0      | 1           | 0          |
| A. Mallamo    | 32       | 2       | 1           | 0          | 0                    | 0                    | 0                    | 0                    | 2                  | 1                  | 1                  | 0                  | 34       | 3      | 2           | 0          |
| M. Maita      | 34       | 2       | 7           | 0          | 1                    | 0                    | 0                    | 0                    | 2                  | 0                  | 0                  | 0                  | 37       | 2      | 7           | 0          |
| M. Marras     | 11       | 1       | 1           | 0          | 1                    | 0                    | 0                    | 0                    | -                  | -                  | -                  | -                  | 12       | 1      | 1           | 0          |
| A. Mazzotta   | 22       | 0       | 2           | 0          | 1                    | 0                    | 0                    | 0                    | 0                  | 0                  | 0                  | 0                  | 23       | 0      | 2           | 0          |
| G. Misuraca   | 5        | 0       | 0           | 0          | 0                    | 0                    | 0                    | 0                    | 2                  | 0                  | 1                  | 0                  | 7        | 0      | 1           | 0          |
| D. Paponi     | 16       | 3       | 0           | 0          | 0                    | 0                    | 0                    | 0                    | 2                  | 0                  | 0                  | 0                  | 18       | 3      | 0           | 0          |
| E. Polverino  | 7        | -1      | 1           | 0          | 0                    | -0                   | 0                    | 0                    | 1                  | -2                 | 0                  | 0                  | 8        | -3     | 1           | 0          |
| R. Pucino     | 22       | 1       | 4           | 0          | 0                    | 0                    | 0                    | 0                    | 1                  | 0                  | 0                  | 0                  | 23       | 1      | 4           | 0          |
| D. Plitko     | 0        | -0      | 0           | 0          | 0                    | -0                   | 0                    | 0                    | 0                  | 0                  | 0                  | 0                  | 0        | 0      | 0           | 0          |
| G. Ricci      | 22       | 0       | 7           | 0          | 0                    | 0                    | 0                    | 0                    | 2                  | 0                  | 0                  | 0                  | 24       | 0      | 7           | 0          |
| A. Sabbione   | 1        | 0       | 0           | 0          | 1                    | 0                    | 0                    | 0                    | -                  | -                  | -                  | -                  | 2        | 0      | 0           | 0          |
| M. Scavone    | 26       | 4       | 5           | 1          | 1                    | 0                    | 0                    | 0                    | 0                  | 0                  | 0                  | 0                  | 27       | 4      | 5           | 1          |
| D. Semenzato  | 0        | 0       | 0           | 0          | 0                    | 0                    | 0                    | 0                    | -                  | -                  | -                  | -                  | 0        | 0      | 0           | 0          |
| S. Simeri     | 27       | 3       | 2           | 0          | 1                    | 0                    | 0                    | 0                    | 1                  | 0                  | 0                  | 0                  | 29       | 3      | 2           | 0          |
| E. Terranova  | 31       | 3       | 5           | 1          | 0                    | 0                    | 0                    | 0                    | 1                  | 0                  | 0                  | 0                  | 32       | 3      | 5           | 1          |